# Dhimitër Anagnosti
Dhimitër Anagnosti est l'un des réalisateurs albanais les plus productifs. Il est également l'auteur du scénario de la plupart de ses films.

## Biographie
Né le 23 janvier 1936 à Vlorë (Albanie), il commence véritablement sa carrière au début des années 1960, avec un court métrage en noir et blanc, Njeriu kurrë nuk vdes (1961.
On le découvre vraiment avec le long métrage Le Commissaire de la lumière (1966), réalisé en collaboration avec Viktor Gjika. Un homme cherche à promouvoir l'alphabétisation et l'émancipation des jeunes filles dans une région reculée de l'Albanie, mais il est assassiné.
Dans Les Plaies anciennes (1969) un vieil homme se rend à l'hôpital pour se faire extraire la balle logée dans son épaule il y a longtemps. Il est pris de doutes lorsqu'il apprend que le chirurgien est une femme. De fait elle-même est en butte à des soucis personnels.
Les Vertes Montagnes (1971) est également un film dramatique : des partisans emportent une jeune fille blessée et l'un d'entre eux tombe amoureux d'elle. En chemin ils la confient à une famille dont le fils se joint à eux. Lorsqu'ils reviennent la chercher au printemps, ils découvrent qu'elle a été amputée d'une jambe.
La Fille des montagnes (1974) est un film musical, adapté du ballet Cuca. Ici un montagnard insoumis est rejeté parce que sa fille n'est pas baptisée. Par la suite elle-même reçoit du soutien et continue à se battre contre l'analphabétisme. Elle est pourtant tuée par la bande qui s'en était pris à son père.
Les films des années 1980 rencontrent un plus large succès à l'étranger, par exemple Une fable de jadis (1987), qui met en scène les malheurs d'une jeune fille de vingt ans que l'on veut marier de force à un garçon de quatorze ans. Elle se venge et obtient gain de cause.
Gurët e shtëpisë sime (1985) est censuré et sa diffusion à la télévision n'a jamais été autorisée.
Peu après Le Retour de l'armée morte (1989), une adaptation cinématographique du roman d'Ismaïl Kadaré, est également salué par la critique. Un général et un prêtre italiens partent en Albanie pour récupérer les restes de leurs défunts compatriotes. La veuve d'un colonel leur demande d'identifier ceux de son mari, mais ils vont faire d'étranges découvertes.
Après une interruption significative, Dimithër Anagnosti revient à la réalisation en 2006, avec le film Gioleka diali i Abazit  : un garçon est pris dans un dilemme entre les valeurs traditionnelles de son père et celles plus novatrices d'un autre villageois, revenu au pays après plusieurs années passées aux États-Unis.
Sur l'ensemble de sa carrière, plusieurs films de Dhimitër Anagnosti ont été interdits ou censurés. Parfois des scènes entières ont dû être refaites.
Sa femme, Roza Anagnosti, fait également une carrière significative au cinéma en tant qu'actrice.

## Filmographie sélective
- 1966  Le Commissaire de la lumière (Komisari i Dritës), en collaboration avec Viktor Gjika
- 1967  Duel i heshtur
- 1969  Les Plaies anciennes (Plagë të vjetra)
- 1971  Les Vertes Montagnes (Malet me blerim mbuluar)
- 1974  La Fille des montagnes (Cuca e maleve)
- 1975  Kur hiqen maskat
- 1976  Les Coquelicots sur les murs (Lulëkuqet mbi mure)
- 1977  Monumenti
- 1979  Në shtëpinë tonë
- 1985  Gurët e shtëpisë sime
- 1987  Une fable de jadis/Conte du passé (Përrallë nga e kaluara)
- 1989  Le Retour de l’armée morte (Kthimi i ushtrisë së vdekur)
- 2006  Father and Godfather (Gioleka diali i Abazit)